# غيمز كوم
غيمز كوم (بالإنجليزية: Gamescom)‏ هو أكبر معرض تجاري للألعاب التفاعلية والترفيه في أوروبا وهو منظم من قبل ب آي يو : ( بالإنجليزية : Bundesverband Interaktive Unterhaltungssoftware BIU) التي تمثل 13 شركة العاب مثل أكتيفجن،إلكترونيك آرتس، مايكروسوفت,سوني,نينتندو. عقد للمرة الأولى من 19 إلى 23 أوغست في كولونياو ألمانيا في معرض التجارة بكولونيا. المعرض هو معادل لمعرض إي3 في لوس أنجلوس ومعرض توكيو للألعاب في اليابان. المعرض يعرض فيه مطوري الألعاب الجديد من ألعابهم ومنتجاتهم.

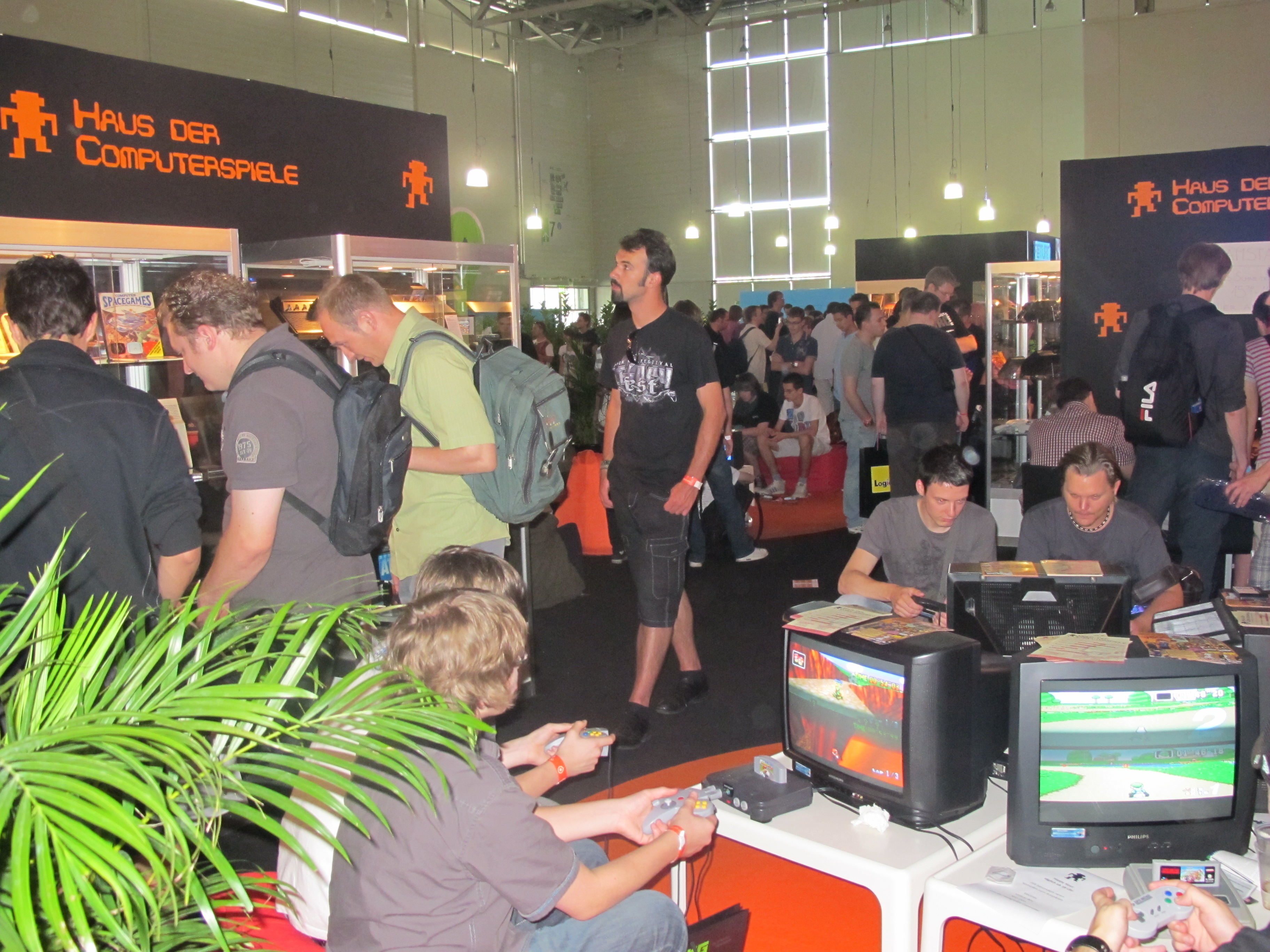
صورة من داخل المعرض.

مكان إقامة المعرض حاليًا.